# Полесский район (Калининградская область)
Поле́сский райо́н — административно-территориальная единица (административный район) в Калининградской области России. Ему в рамках организации местного самоуправления до 1 января 2022 года соответствовал Полесский городской округ, с 1 января 2022 года Полесский муниципальный округ.
Административный центр — город Полесск.

## География
Расположен на севере Калининградской области, на берегу Куршского залива. Площадь района — 834 км².
Полезные ископаемые: песчано-гравийная смесь, торф и нефть. Основная река — Дейма. Облеснённость территории составляет 46,8 %.
На севере района расположен государственный комплексный природный заказник «Дюнный», площадь которого 80 км². Он включает в себя ряд природных объектов, находящихся под охраной: верховое болото «Чистое» (9 км²); песчаные острова в устье реки Северной; лесной массив (30 км²); водно-болотный массив (26 км²). Заказник отличается наличием ценной орнитофауны (чёрный аист, орлан-белохвост, малый подорлик, коростель, золотистая ржанка, кулик-сорока, серый сорокопут и др.).
Заказник — место массовой миграции гусей, уток, куликов и зимовки хищных птиц (орлан-белохвост). Здесь проводятся комплексные эколого-фаунистические исследования и зоологический мониторинг.
Богата фауна Куршского залива.

## Население
| 1959    | 1970    | 1979    | 1989    | 2002    | 2007    | 2008    | 2009    | 2010    |
| ------- | ------- | ------- | ------- | ------- | ------- | ------- | ------- | ------- |
| 16 465  | ↗17 810 | ↘17 324 | ↘16 911 | ↗19 018 | ↗19 042 | ↗19 251 | ↗19 344 | ↘19 205 |
| 2011    | 2012    | 2013    | 2014    | 2015    | 2016    | 2017    | 2018    | 2019    |
| ↘19 200 | ↗19 243 | ↘19 171 | ↘18 988 | ↘18 746 | ↘18 560 | ↘18 461 | ↘18 352 | ↘18 223 |
| 2020    | 2021    | 2023    | 2024    |         |         |         |         |         |
| ↘18 107 | ↘17 134 | ↗17 147 | ↘17 007 |         |         |         |         |         |

### Урбанизация
В городских условиях (город Полесск) проживают 40,89 % населения района.

### Национальный состав
По итогам переписи населения 2020 года проживали следующие национальности (национальности менее 0,1 % и другое, см. в сноске к строке «Другие»):
| Национальность | Численность, чел. | Доля     |
| -------------- | ----------------- | -------- |
| Русские        | 14 882            | 86,86 %  |
| Белорусы       | 220               | 1,28 %   |
| Украинцы       | 202               | 1,18 %   |
| Немцы          | 162               | 0,95 %   |
| Литовцы        | 108               | 0,63 %   |
| Армяне         | 103               | 0,60 %   |
| Цыгане         | 102               | 0,60 %   |
| Чуваши         | 101               | 0,59 %   |
| Мордва         | 54                | 0,32 %   |
| Узбеки         | 42                | 0,25 %   |
| Татары         | 35                | 0,20 %   |
| Азербайджанцы  | 24                | 0,14 %   |
| Поляки         | 19                | 0,11 %   |
| Другие         | 1080              | 6,29 %   |
| Итого          | 17 134            | 100,00 % |

## История
Современный Полесский район (муниципальный округ) расположен на частях территории сразу двух исторических областей древней Пруссии: Самбии (часть округа по левому берегу Деймы) и Надровии (часть округа по правому берегу Деймы).
Район образован 7 апреля 1946 года в составе Кёнигсбергской области как Лабиауский район. 7 сентября 1946 года переименован в Полесский район в составе Калининградской области.

### Муниципальное устройство
В 2004 году муниципальный район был преобразован в городской округ.
В 2008 году городской округ был преобразован в муниципальный район.
В 2017 году муниципальный район снова был преобразован в городской округ.
В 2022 году городской округ был преобразован в муниципальный округ.
Муниципальное образование «Полесский муниципальный район» состояло из одного городского и четырёх сельских поселений:
| № | Городское и сельские поселения  | Административный центр | Количество населённых пунктов | Население | Площадь, км2 |
| - | ------------------------------- | ---------------------- | ----------------------------- | --------- | ------------ |
| 1 | Полесское городское поселение   | город Полесск          | 3                             | ↘7299     |              |
| 2 | Головкинское сельское поселение | посёлок Головкино      | 7                             | ↘1260     |              |
| 3 | Залесовское сельское поселение  | посёлок Залесье        | 17                            | ↘2098     |              |
| 4 | Саранское сельское поселение    | посёлок Сосновка       | 17                            | ↘3990     |              |
| 5 | Тургеневское сельское поселение | посёлок Тургенево      | 23                            | ↘3913     |              |

Законом Калининградской области от 18 октября 2016 года № 5, 1 января 2017 года все муниципальные образования Полесского муниципального района были преобразованы, путём их объединения, в Полесский городской округ.

## Административное деление
В состав Полесского административного района в 2010—2019 гг. входили:
- 4 сельские округа
  - Головкинский,
  - Залесовский,
  - Саранский,
  - Тургеневский;
- 1 город районного значения
  - Полесск

## Населённые пункты
В состав района и соответствующего муниципального округа входят 67 населённых пунктов:
| №  | Населённый пункт | Тип                           | Население | Муниципальное образование       |
| -- | ---------------- | ----------------------------- | --------- | ------------------------------- |
| 1  | Александровка    | посёлок                       | ↗166      | Залесовское сельское поселение  |
| 2  | Беломорское      | посёлок                       | ↘50       | Головкинское сельское поселение |
| 3  | Берёзовка        | посёлок                       | ↘104      | Саранское сельское поселение    |
| 4  | Ближнее          | посёлок                       | ↗59       | Залесовское сельское поселение  |
| 5  | Богатово         | посёлок                       | ↗159      | Саранское сельское поселение    |
| 6  | Бригадное        | посёлок                       | ↗84       | Тургеневское сельское поселение |
| 7  | Виноградное      | посёлок                       | ↘93       | Залесовское сельское поселение  |
| 8  | Головкино        | посёлок                       | ↘352      | Головкинское сельское поселение |
| 9  | Григорьевка      | посёлок                       | ↗32       | Саранское сельское поселение    |
| 10 | Дальнее          | посёлок                       | ↗335      | Залесовское сельское поселение  |
| 11 | Дружное          | посёлок                       | ↘132      | Тургеневское сельское поселение |
| 12 | Ельниково        | посёлок                       | ↗81       | Саранское сельское поселение    |
| 13 | Журавлёвка       | посёлок                       | ↗150      | Тургеневское сельское поселение |
| 14 | Залесье          | посёлок                       | ↘1149     | Залесовское сельское поселение  |
| 15 | Заливино         | посёлок                       | ↘622      | Головкинское сельское поселение |
| 16 | Заповедники      | посёлок                       | ↘25       | Саранское сельское поселение    |
| 17 | Заречье          | посёлок                       | ↘17       | Залесовское сельское поселение  |
| 18 | Зеленово         | посёлок                       | ↘32       | Залесовское сельское поселение  |
| 19 | Зелёное          | посёлок                       | ↗519      | Тургеневское сельское поселение |
| 20 | Зуевка           | посёлок                       | ↘2        | Залесовское сельское поселение  |
| 21 | Ивановка         | посёлок                       | ↗153      | Тургеневское сельское поселение |
| 22 | Изобильное       | посёлок                       | ↘161      | Саранское сельское поселение    |
| 23 | Ильичёво         | посёлок                       | ↘293      | Саранское сельское поселение    |
| 24 | Искрово          | посёлок                       | ↘34       | Залесовское сельское поселение  |
| 25 | Июльское         | посёлок                       | ↘10       | Тургеневское сельское поселение |
| 26 | Каменка          | посёлок                       | ↗90       | Тургеневское сельское поселение |
| 27 | Каштаново        | посёлок                       | ↘83       | Залесовское сельское поселение  |
| 28 | Красное          | посёлок                       | ↘96       | Головкинское сельское поселение |
| 29 | Краснохолмское   | посёлок                       | ↗39       | Залесовское сельское поселение  |
| 30 | Красный Бор      | посёлок                       | ↗171      | Саранское сельское поселение    |
| 31 | Липовка          | посёлок                       | ↗25       | Тургеневское сельское поселение |
| 32 | Ломоносовка      | посёлок                       | ↘161      | Саранское сельское поселение    |
| 33 | Майское          | посёлок                       | ↗197      | Тургеневское сельское поселение |
| 34 | Малая Матросовка | посёлок                       | ↘14       | Головкинское сельское поселение |
| 35 | Марксово         | посёлок                       | ↗81       | Саранское сельское поселение    |
| 36 | Матросово        | посёлок                       | ↘116      | Головкинское сельское поселение |
| 37 | Междулесье       | посёлок                       | →48       | Саранское сельское поселение    |
| 38 | Нахимово         | посёлок                       | ↘438      | Тургеневское сельское поселение |
| 39 | Некрасово        | посёлок                       | ↗133      | Тургеневское сельское поселение |
| 40 | Никитовка        | посёлок                       | ↗93       | Тургеневское сельское поселение |
| 41 | Новая Деревня    | посёлок                       | ↗584      | Саранское сельское поселение    |
| 42 | Новая Жизнь      | посёлок                       | →20       | Залесовское сельское поселение  |
| 43 | Новосельское     | посёлок                       | ↘13       | Залесовское сельское поселение  |
| 44 | Овражье          | посёлок                       | ↗34       | Тургеневское сельское поселение |
| 45 | Октябрьское      | посёлок                       | ↘29       | Залесовское сельское поселение  |
| 46 | Пески            | посёлок                       | ↘1        | Залесовское сельское поселение  |
| 47 | Петино           | посёлок                       | ↗101      | Саранское сельское поселение    |
| 48 | Подсобный        | посёлок                       | ↗66       | Полесское городское поселение   |
| 49 | Полевой          | посёлок                       | →23       | Залесовское сельское поселение  |
| 50 | Полесск          | город, административный центр | ↗6954     | Полесское городское поселение   |
| 51 | Придорожное      | посёлок                       | →60       | Тургеневское сельское поселение |
| 52 | Разино           | посёлок                       | ↘54       | Головкинское сельское поселение |
| 53 | Речки            | посёлок                       | ↘6        | Тургеневское сельское поселение |
| 54 | Рыбкино          | посёлок                       | ↗43       | Тургеневское сельское поселение |
| 55 | Саранское        | посёлок                       | ↗1055     | Саранское сельское поселение    |
| 56 | Свободный        | посёлок                       | ↘13       | Тургеневское сельское поселение |
| 57 | Сибирское        | посёлок                       | ↗43       | Тургеневское сельское поселение |
| 58 | Славянское       | посёлок                       | ↗887      | Тургеневское сельское поселение |
| 59 | Сосновка         | посёлок                       | ↘912      | Саранское сельское поселение    |
| 60 | Трудовой         | посёлок                       | ↗11       | Тургеневское сельское поселение |
| 61 | Тургенево        | посёлок                       | ↗730      | Тургеневское сельское поселение |
| 62 | Тюленино         | посёлок                       | ↘218      | Полесское городское поселение   |
| 63 | Ушаковка         | посёлок                       | ↘31       | Тургеневское сельское поселение |
| 64 | Февральское      | посёлок                       | ↘444      | Саранское сельское поселение    |
| 65 | Фурмановка       | посёлок                       | ↘12       | Тургеневское сельское поселение |
| 66 | Шолохово         | посёлок                       | ↘13       | Саранское сельское поселение    |
| 67 | Ягодное          | посёлок                       | ↗22       | Залесовское сельское поселение  |

## Местное самоуправление
Главы муниципального образования
- Юрий Николаевич Краснопёров

Главы администрации
- до 2023 года — Александр Владимирович Троян
- с 2023 года — (врио) Константин Иванович Перов

## Экономика
Основными отраслями экономики района являются сельское хозяйство (выращивается пшеница, рожь, рапс, горох, картофель, овощи.) и пищевая промышленность. Основные предприятия района АО «Полесский рыбоконсервный завод», филиал Калининградского завода «Янтарь», ЗАО «Промкорм», АО «Кировский сырзавод» и АО «Залесовский сырзавод». Планируется развитие туризма.